# Vattenkvalster
Vattenkvalster (Hydrachnidia) är en överfamilj av små spindeldjur som lever i söt- eller bräckt vatten. De kan bli upp till 8 millimeter med är oftast runt 0,5–2. Det finns cirka 225 arter av vattenkvalster i Sverige. Vuxna lever som rovdjur och ungarna som parasiter på vatteninsekter.